# Кампбел Стејшон (Арканзас)
Кампбел Стејшон (енгл. Campbell Station) град је у америчкој савезној држави Арканзас.

## Демографија
По попису из 2010. године број становника је 255, што је 27 (11,8%) становника више него 2000. године.
| Група             | 2000.       | 2010.       |
| Белци             | 221 (96,9%) | 246 (96,5%) |
| Афроамериканци    | 6 (2,6%)    | 7 (2,7%)    |
| Азијати           | 0 (0,0%)    | 0 (0,0%)    |
| Хиспаноамериканци | 0 (0,0%)    | 0 (0,0%)    |
| Укупно            | 228         | 255         |